# Seyni Oumarou
Seyni Oumarou (Tillabéri, 9 de agosto de 1950) es un político nigerino, primer ministro de Níger desde el 7 de junio de 2007 hasta el 23 de septiembre de 2009. Es miembro del Movimiento Nacional para el Desarrollo de la Sociedad.

## Carrera política
Su llegada al poder fue consecuencia de la moción presentada por la oposición el 1 de junio contra el gobierno de Hama Amadou por acusaciones de malversación de fondos. La Asamblea Nacional aprobó la moción y el presidente Tandja Mamadou se vio obligado a nombrar un nuevo primer ministro. El nombramiento de Oumarou contó con la oposición del principal partido opositor, el Partido Nigerino para la Democracia y el Socialismo, así como numerosas asociaciones civiles al considerarle demasiado vinculado al anterior primer ministro Amadou.
Dos años después Oumarou tampoco superó una moción de censura, aunque en esta ocasión fue propiciada por miembros de su propio partido ya que había adoptado una dura política de persecución judicial contra Amadou y miembros del antiguo gobierno. Fue sustituido en el cargo de forma interina por Albadé Abouba y finalmente por Ali Badjo Gamatié. En 2011 se presentó a las elecciones presidenciales, con el apoyo de Tandja que había sido derrocado por un golpe de Estado militar en 2010. Sin embargo, no logró ganar las elecciones y fue derrotado por el líder opositor Mahamadou Issoufou en la segunda vuelta al obtener sólo el 42% de los votos.